# Зегдулети
Зегдулети (груз. ზეღდულეთი) — село в Грузии, на территории Горийского муниципалитета края (мхаре) Шида-Картли.

## География
Село находится в центральной части Грузии, в пределах Тирифонской равнины, на расстоянии приблизительно 10 километров (по прямой) к северо-востоку от города Гори, административного центра муниципалитета. Абсолютная высота — 705 метров над уровнем моря.

## Население
По результатам официальной переписи населения 2014 года в Зегдулети проживал 872 человека (449 мужчин и 423 женщины). В национальной структуре населения грузины составляли 97,5 %, осетины — 1,9 %.
| Год  | Население, человек |
| ---- | ------------------ |
| 2002 | 1052               |
| 2014 | ↘ 872              |